# Литовська марка

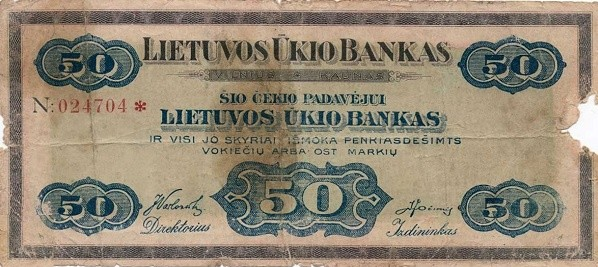
Литовські 50 марок(ауксінасів), 1919 рік

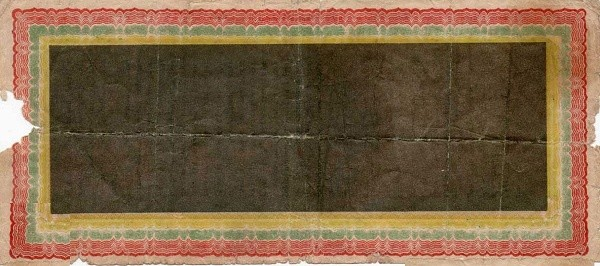
Литовські 50 марок(ауксінасів), 1919 рік (Зворотній бік)

Литовська марка — грошова одиниця Литви, що знаходилася в обігу з 26 лютого 1919 до 2 жовтня 1922 років. Литовська марка мала ще й іншу назву — ауксінас (лит. auksinas — золотий або злотий за польською традицією). 2 жовтня 1922 року литовську марку замінив лит.

## Історія
Під час Першої світової війни територія Литви контролювалася окупаційною владою Німецької імперії і включеною до складу Обер Осту. На території країни в обігу знаходилися з 1916 року ост-рублі, з 1918 ост-марки. Після поразки Німецької Імперії у війні та розвалу Російської імперії незалежні країни стали вводити власні валюти. Незалежна Литва зробила інакше. 31 грудня 1918 року новопризначений уряд Литви підписав угоду з Німеччиною про використання ост-марки й надалі. На додаток до угоди Литва отримувала від Німеччини кредит у 100 мільйонів німецьких марок під 5 % річних. З 26 лютого 1919 року Литва офіційно змінила назви східних марок на литовські. При цьому фізично нові марки мало чим змінилися, а їхня емісія, як і раніше, підтримувалася Німеччиною. Так, наприклад, в ауксінасах були номіновані випуски поштових марок, але надпис Lietuvos Ūkio bankas на купюрах, які здебільшого слугували чеками на пред'явника, номінал вказувався в ост-марках. Обмінний курс Литовської марки рівнявся 1:1 в еквіваленті до паперових марок Веймарської республіки. Однак обидві валюти сильно постраждали внаслідок інфляції. Економіка Литви була повністю в занепаді. Враховуючи обставини уряд Латвії вирішив розпочати випуск власної валюти. З 2 жовтня 1922 року марку повністю витіснила національна валюта лит. На початку лит обмінювався на 175 ост-марок, а вже до кінця року 850 ост-марок за 1 лит.

## Купюри
- 50 ост-марок
- 100 ост-марок
- 500 ост-марок
- 1000 ост-марок